# Guillaume des Gardies
Pour les articles homonymes, voir Guillaume II et Gardies.
Ne doit pas être confondu avec Guillaume II d'Uzès (évêque de Nîmes).
Guillaume des Gardies est le 32e évêque connu d'Uzès, sous le nom de  Guillaume II. Son épiscopat dure 22 ans, de la fin du XIIIe siècle et au début du siècle suivant.

## Biographie
En 1287, il approuve les statuts des religieuses de Valsauve, à Verfeuil.
En 1293, il reçoit le serment du sénéchal de Beaucaire.
En 1307, il meurt. Le siège se trouve vacant jusqu'en 1315.

## Armoiries épiscopales
Des Gardies porte : de sable à deux vierges d'argent soutenant une fleur de lis d'or.